# Cerveza Club Colombia Open 2001 - Qualificazioni doppio
Le qualificazioni del doppio  del Cerveza Club Colombia Open 2001 sono state un torneo di tennis preliminare per accedere alla fase finale della manifestazione. I vincitori dell'ultimo turno sono entrati di diritto nel tabellone principale. In caso di ritiro di uno o più giocatori aventi diritto a questi sono subentrati i lucky loser, ossia i giocatori che hanno perso nell'ultimo turno ma che avevano una classifica più alta rispetto agli altri partecipanti che avevano comunque perso nel turno finale.
Le qualificazioni del doppio del torneo Cerveza Club Colombia Open 2001 prevedevano 4 coppie partecipanti di cui una è entrata nel tabellone principale.

## Teste di serie
1. Julián Alonso /  Hugo Armando (Qualificati)

1. Orlin Stanojčev /  Andrej Stoljarov (primo turno)

## Tabellone

### Legenda
| - Q = Qualificato - WC = Wild card - LL = Lucky loser | - ALT = Alternate - SE = Special Exempt - PR = Protected Ranking | - w/o = Walkover - r = Ritirato - d = Squalificato |

|  | Primo turno | Primo turno                       | Primo turno                      | Primo turno | Primo turno |  |  | Ultimo turno | Ultimo turno                     | Ultimo turno | Ultimo turno | Ultimo turno |  |
|  |             |                                   |                                  |             |             |  |  |              |                                  |              |              |              |  |
|  | 1           | Julián Alonso Hugo Armando        | 6                                | 611         | 6           |  |  |              |                                  |              |              |              |  |
|  |             | Francisco Cabello Francisco Costa | 2                                | 7           | 4           |  |  | 1            | Julián Alonso Hugo Armando       | 7            | 2            | 6            |  |
|  |             | Juan Ignacio Chela Diego del Río  | Juan Ignacio Chela Diego del Río | 6           | 7           |  |  |              | Juan Ignacio Chela Diego del Río | 65           | 6            | 4            |  |
|  | 2           | Orlin Stanojčev Andrej Stoljarov  | Orlin Stanojčev Andrej Stoljarov | 3           | 6           |  |  |              |                                  |              |              |              |  |